# Hedwigiàcies
Les hedwigiàcies (Hedwigiaceae) són una família de molses de la classe Bryopsida.

## Característiques
Són molses amb les fulles densament imbricades, són ovals, buides i sense costella. Són plantes monoiques i s'autopol·linitzen.

## Distribució
En les regions càlides del món, tanmateix tres dels seus quatre gèneres tenen espècies a Europa.
Les Hedwigiaceae creixen principalment en llocs secs sota condicions àcides, es troben en roques silícies exposades, parets i teulades.

## Taxonomia
Hi ha 4 gèneres:
- Hedwigia, 4 espècies
  - Hedwigia ciliata
- Braunia, 22 espècies
  - Braunia alopecura
- Hedwigidium, 1 espècie
  - Hedwigidium integrifolium
- Pseudobraunia, 1 espècie
  - Pseudobraunia californica